# Луї Гофман
Луї Гофман (нім. Louis Hofmann, нар. 3 червня 1997, Бергіш-Гладбах, Німеччина) — німецький актор. Зіграв головну роль Йонаса в телесеріалі «Пітьма» від Netflix.

## Фільмографія

### Телебачення
| Рік       | Українська назва      | Оригінальна назва                  | Роль               | Примітки              |
| --------- | --------------------- | ---------------------------------- | ------------------ | --------------------- |
| 2010      | Загублений батько     | Der verlorene Vater                | Девід Зальцбреннер | Телефільм             |
| 2010      | Тод у Стамбулі        | Tod in Istanbul                    | Саша Кляйнерт      | Телефільм             |
| 2010      | Данні Ловінскі        | Danni Lowinski                     | Фабіан Людтке      | 1 епізод              |
| 2012      | Вільсберг             | Wilsberg                           | Макс Ренсінг       | 1 епізод              |
| 2013      | Столберг              | Kommissar Stolberg                 | Деніс Кеслер       | 1 епізод              |
| 2016      | Ви в розшуку          | You Are Wanted                     | Далтон             | 5 епізодів            |
| 2016      | Відтінки провини      | Schuld nach Ferdinand von Schirach | Леонард Таклер     | 1 епізод              |
| 2017–2020 | «Пітьма»              | Dark                               | Йонас Канвальд     | Головна роль          |
| 2022      | Життя після життя     | Life After Life                    | Юрген              | 2 епізоди             |
| 2023      | Все те незриме світло | All the Light We Cannot See        | Вернер Пфеніг      | Мінісеріал; 4 епізоди |
| 2024      | Володарі повітря      | Masters of the Air                 | Ульріх Осман       | Мінісеріал; 1 епізод  |
| 2024      | Ріплі                 | Ripley                             | Макс Йодер         | Мінісеріал; 1 епізод  |

### Фільми
| Рік  | Українська назва         | Оригінальна назва                           | Роль            |
| ---- | ------------------------ | ------------------------------------------- | --------------- |
| 2011 | Том Соєр                 | Tom Sawyer                                  | Том Соєр        |
| 2012 | Пригоди Гекльберрі Фінна | Die Abenteuer des Huck Finn                 | Том Соєр        |
| 2013 | Майже ідеальний чоловік  | Der fast perfekte Mann                      | Аарон           |
| 2015 | Святилище                | Freistatt                                   | Вольфганг       |
| 2015 | Під піском               | Under sandet                                | Себастьян Шуман |
| 2016 | Центр мого світу         | Die Mitte der Welt                          | Філ             |
| 2016 | Самі в Берліні           | Alone in Berlin                             | Ганс Квангель   |
| 2017 | Ломбок                   | Lommbock                                    | Джонатан        |
| 2017 | Різні види дощу          | Different Kinds of Rain                     | Олівер          |
| 2018 | Біла ворона              | The White Crow                              | Тея Кремке      |
| 2018 | Червоний горобець        | Red Sparrow                                 | Менеджер банку  |
| 2019 | Прелюдія                 | Prélude                                     | Девід           |
| 2019 | Урок німецької           | Deutschstunde                               | Клас Джепсен    |
| 2022 | Фальсифікатор            | Der Passfälscher                            | Сіома Шенгауз   |
| 2023 | Сенека                   | Seneca – Oder: Über die Geburt von Erdbeben | Луцилій         |